# Angelina di Grecia
Angelina di Grecia (Tessalonica, 1380 – Segovia, 1440) è stata una nobildonna ungherese, che fu, insieme alla sorella Maria, per un breve periodo una delle consorti del sultano ottomano Bayezid I. Entrambe furono poi liberate e sposate con nobiluomini spagnoli.

## Biografia
La tradizione pone la sua nascita nel 1380 a Tessalonica, in Grecia, come figlia di un conte ungherese di nome Giovanni, il quale sarebbe stato un figlio illegittimo di un re di Ungheria, solitamente identificato come Andrea, duca di Calabria, o Luigi I d'Ungheria. 
Un'ipotesi alternativa la vuole figlia di Giovanni Uroš, re titolare di Serbia, Grecia e Bulgaria, per spiegare come mai fosse solitamente indicata come Angelina di Grecia. 
Prima del 1402, entrò a far parte, insieme alla sorella Maria, dell'harem del sultano ottomano Bayezid I. Le ipotesi più probabili suggeriscono che due potrebbero essere state catturate o nel 1387, quando Murad I, padre di Bayezid, prese Tessalonica, e in seguito da lui cedute al figlio, o essere state catturate direttamente da Bayezid durante l'assedio del 1391. Nel 1402, Angelina e Maria, in qualità di consorti del sultano, insieme a una donna spagnola, Catalina, erano fra le donne presenti nel campo ottomano di Ankara quando Bayezid I fu sconfitto e catturato da Tamerlano, che prese in custodia le donne dell'harem del prigioniero. Più tardi, le tre furono consegnate a Payo Gonzales de Sotomayor e Hernán Sánchez de Palazuelos, ambasciatori del re Enrico III di Castiglia. 
Nel 1403, l'ambasciata sbarcò a Siviglia, dove le tre furono omaggiate dal poeta Francisco Imperial. Dopo aver soggiornato per un po' a Jódar, ospiti di Luis de Sotomayor, fratello di Payo Gonzales, giunsero all'Alcazar di Segovia, dove furono ricevute da Enrico III. , che organizzò per loro matrimonio spagnoli. 
Angelina sposò Diego González de Contreras, nobile di Segovia, e si trasferì con lui nella sua proprietà, situata nel quartiere San Juan de los Caballeros e ancora oggi esistente. Maria sposò l'ambasciatore Payo, con cui aveva avuto una tresca durante il viaggio, ma la coppia fu esiliata prima in Galizia e poi in Francia perché Enrico III giudicava inappropriata la loro relazione, date le circostanze in cui si era sviluppata. Catalina sposò infine l'ambasciatore Hernán Sánchez de Palazuelos. 
Angelina ebbe dal suo matrimonio diversi figli, fra cui Isabella, che sposò Ruy Vázquez de Tordesillas; Fernán e Giovanni, teologo. Fra i suoi discendenti si annovera Juan de Contreras y López de Ayala, marchese di Lozoya nonché storico, che compilò una biografia della sua antenata. 
Morì nel 1440 e fu sepolta nella cappella del Convento di Santa Cruz de Segovia. In seguito, quando il convento cambiò gestione, i resti furono traslati nella Chiesa di San Juan de los Caballeros, sempre a Segovia. L'iscrizione sul sepolcro recita: AQUI YACE DOÑA ANGELINA DE GRECIA, HIJA DEL CONDE JUAN, NIETA DEL REY DE UNGRÍA, MUGER DE DIEGO GONZÁLEZ DE CONTRERAS, REGIDOR DESTA CIUDAD. (in italiano: Qui giace donna Angelina di Grecia, figlia del conte Giovanni, nipote del re d'Ungheria, moglie di Diego Gonzáles di Contreras, reggitore di questa città).